# Moncorneil-Grazan
Moncorneil-Grazan är en kommun i departementet Gers i regionen Occitanien i sydvästra Frankrike. Kommunen ligger i kantonen Saramon som tillhör arrondissementet Auch. År 2022 hade Moncorneil-Grazan 147 invånare.

## Befolkningsutveckling
Antalet invånare i kommunen Moncorneil-Grazan
Referens:INSEE